# Titulärrat
Titulärrat (russ. титулярный советник tituljarnyi sowetnik) war ein ziviler Rangtitel im Russischen Kaiserreich. Er wurde durch Peter den Großen 1722 als Rang neunter Klasse in die Rangtabelle eingeführt. Der Inhaber des Titels sollte als „Eure Wohlgeboren“ angesprochen werden (russisch Ваше благородие, Wasche blagorodie).
Zur neunten Rangklasse gehörten im Jahr 1722:
- Titulärräte
- Sekretäre des Kollegiums für Krieg, Admiralität und auswärtige Angelegenheiten
- Oberrentmeister der Gouvernementen
- Polizeimeister der Residenzstädte
- Bürgermeister vom Magistraten in jenen Residenzstädten, die unverzichtbar sein
- Landrichter in die Provinzen
- Professoren in den Akademien
- Doktoren aller Fakultäten, die im Dienst sind
- Archivare in beiden Staatsarchiven
- Translatoren und Protokollisten der Senate
- Münzkassierer
- Hofgerichtassessoren in den Residenzstädten
- Direktoren der Hafengebühren

Ursprünglich listete die Rangtabelle jene Ämter auf, die zu jeder Rangklasse gehörten. Am Ende des 18. Jahrhunderts wurden die Ämter jedoch aus der Tabelle entfernt und zu reinen Rangtiteln umgewandelt.